# Perspecteur
Dans un langage artistique, le perspecteur était celui qui mettait en place les grandes compositions (lignes, perspective, volumes, etc.) des décorations picturales, tels que de grands ensembles muraux pour des édifices officiels commandés pour des peintres renommés. Le perspecteur était en quelque sorte l'apprenti du maître, celui qui lui préparait le travail. Ce terme était utilisé surtout au XIXe siècle notamment à cause de l'apparition de grandes écoles, comme l'École des beaux-arts de Paris, même si ce genre de tâche existe encore aujourd'hui chez les grands artistes peintres ou architectes contemporains.

## Exemples
Henri Bellery-Desfontaines, étudiant aux Beaux-Arts de Paris, était le perspecteur de Jean-Paul Laurens sur les décorations de l'Hôtel de ville de Paris à la fin du XIXe siècle.

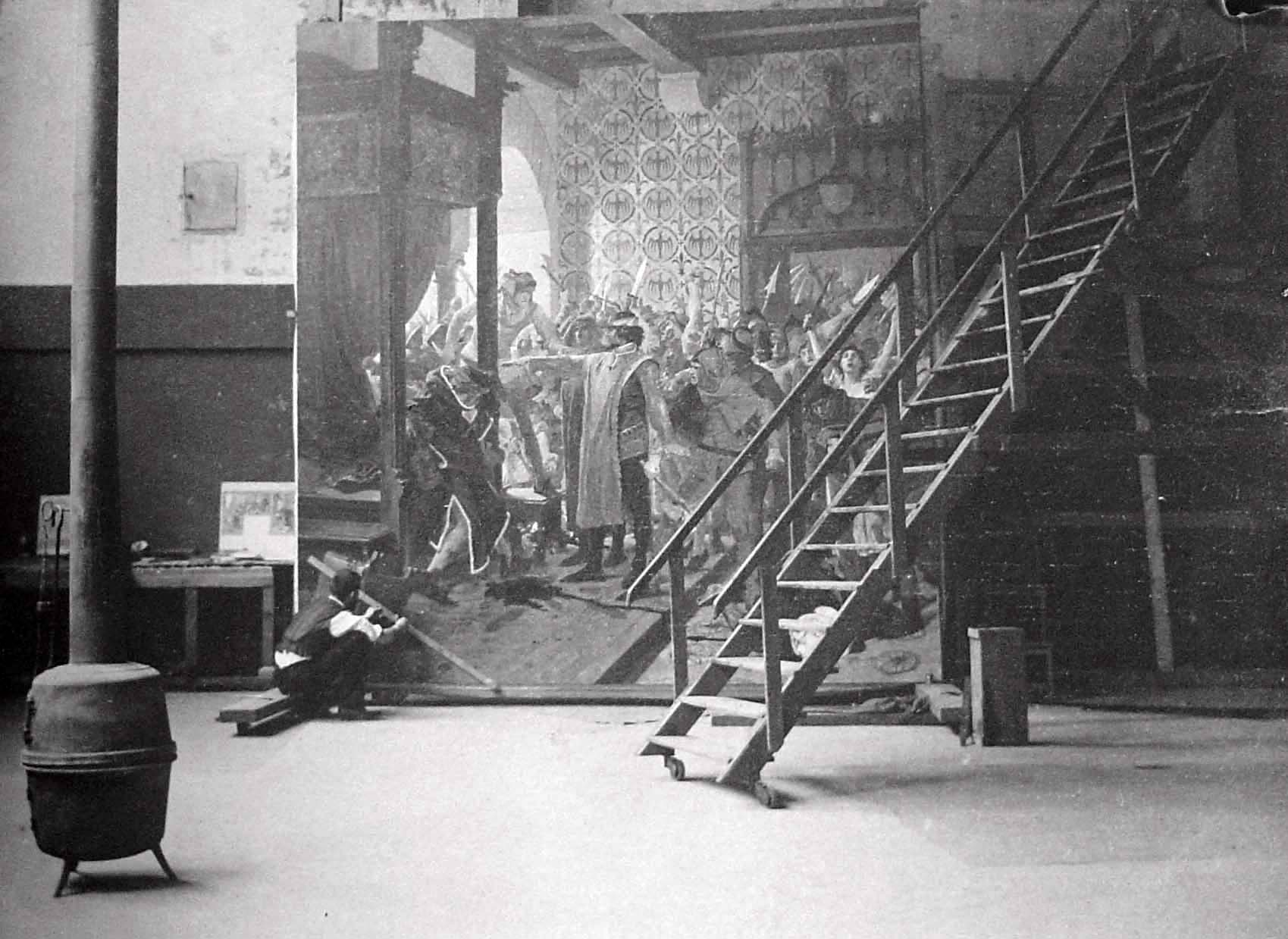
L'artiste Henri Bellery-Desfontaines, perspecteur sur les peintures décoratives du Salon Lobau à l'Hôtel de Ville de Paris réalisées par son professeur, le peintre Jean-Paul Laurens